# NGC 7049
NGC 7049 (другие обозначения — PGC 66549, ESO 236-1, AM 2115-484, IRAS21156-4846) — линзообразная галактика (S0) в созвездии Индеец.
Этот объект входит в число перечисленных в оригинальной редакции «Нового общего каталога».